# Азимов, Александр Узакович
Алекса́ндр Узакович Ази́мов (3 января 1961, Таджикская ССР, СССР) — советский футболист. Мастер спорта СССР (1988).
Один из самых известных игроков «Памира» 1980-х годов.

## Биография
Начинал играть в футбол в Душанбе у тренера Сергея Насырова в команде «Трудовые резервы». В юношестве играл в чемпионате республики за клуб «Чашма» (Шахритус). В 1980 году команда стала чемпионом и обладателем кубка республики. В итоге, главный тренер «Памира» Марк Тунис пригласил Азимова в главную команду республики.
Первый матч в составе «Памира» провёл на выезде против смоленской «Искры», а первый гол забил «Спартаку» из Костромы. Довольно скоро стал ведущим полузащитником и полунападающим команды. В 1989—1990 годах вместе с командой играл в высшей лиге, провёл 27 игр, забил 4 гола. Обладал сильным и точным ударом с дальней дистанции, а также поставленным ударом со штрафного.
В середине 1990 вместе с Валерием Турсуновым отправился в город-побратим Душанбе — австрийский Клагенфурт, где провёл полгода за команду «Аустрия». В межсезонье перешел в другой австрийский клуб — «Вольфсберг». В весенней части сезона 1990/91 сумел впервые отличиться забитым мячом в Австрии — в выездной игре против «Фёсендорфа». Однако по итогам сезона команда заняла последнее место во 2-м дивизионе и покинула его.
С середины 1992 года продолжил выступления на любительском уровне в Германии. Играл до 2007 года.
Живет в Германии, занимается бизнесом.

## Семья
Сын — Александр Франк, 1982 г.р., футболист, чемпион Таджикистана в составе клуба «Истиклол».